# Bika

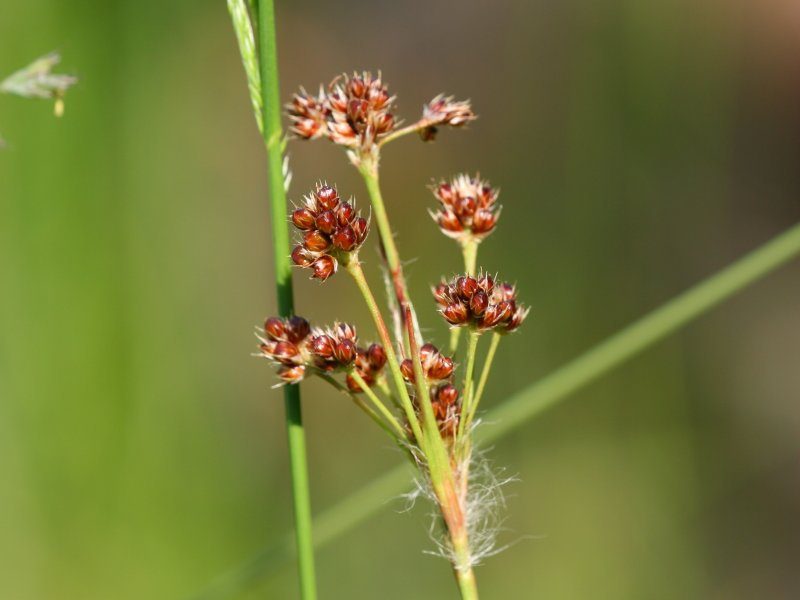
Květenství biky mnohokvěté

Bika (Luzula) je monofyletický rod rostlin z čeledi sítinovitých. Tyto trsnaté byliny s úzkými listy a stébelnatými lodyhami se podobají travám, květy však mají odlišné. Kosmopolitně rozšířený rod je tvořen asi 115 druhy, z nich 11 roste v České republice.

## Výskyt
Hlavní centrum rozšíření rodu je v jihozápadní Evropě, na Dálném východě, v Severní Americe, v Andách Jižní Ameriky, v Austrálii i na Novém Zélandu. V ČR vyrůstají rostliny rodu bika od nížin až do vysokohorského stupně.
Jsou to rostliny hlavně vlhkých lesů, luk, pastvin i zahrad. Jednotlivé druhy jsou různě náročné na své biotopy, některé jsou vyloženě vlhkomilné nebo rostou pouze v zastíněných porostech, jiné se vyskytují na osluněných loukách a mezích. S ohledem na teplotu prostředí volí rozdílnou nadmořskou výšku, v mírném pásmu rostou i v nížinách, kdežto v tropech se objevují až vysoko v horách.

## Popis
Vytrvalé byliny vytvářející husté trsy s okrouhlými lodyhami vysokými od 10 cm až po1 metr, které vyrůstají z krátkého oddenku. Listy bývají bazální nebo lodyžní rostoucí ve spirále a jejich listové pochvy jsou uzavřené, obvykle chlupaté a nemají ouška. Čepele listů jsou ploché, úzké, kopinaté až čárkovité, okraje mají jemně pilovité a porostlé měkkými chlupy, vrchol mívají nejčastěji zaoblený a jejich žilnatina je často špatně zřetelná.
Na koncích plodných stébel rostou vrcholičnatá květenství jednotlivých, nebo v klubíčkách či v kruželích sdružených květů. Listeny květů vyrůstají ve dvojicích a někdy jsou suše blanité. Drobné, oboupohlavné květy mají vytrvalé, blanité, šestičetné okvětí ve dvou přeslenech, šest tyčinek s tupými prašníky a ze tří plodolistů vytvořený svrchní, jednopouzdrý semeník s trojlaločnou bliznou. Květy obvykle neprodukují nektar a bývají opylovány častěji anemogamicky než entomogamicky. Po opylení se v květu vytvoří jednopouzdrá kulovitá tobolka se třemi podlouhlými semeny, která někdy mají masíčko. Mnohé druhy vytvářejí polyploidní komplexy.

## Taxonomie
Z rozsáhlého rodu bika roste v přírodě České republiky těchto jedenáct druhů:
- bika bělavá (Luzula luzuloides (Lam.) Dandy et Wilmott)
- bika bledavá (Luzula pallescens Sw.)
- bika chlupatá (Luzula pilosa (L.) Willd.)
- bika klasnatá (Luzula spicata (L.) DC.)
- bika ladní (Luzula campestris (L.) DC.)
- bika lesní (Luzula sylvatica (Huds.) Gaudin)
- bika mnohokvětá (Luzula multiflora (Ehrh.) Lej.)
- bika obecná (Luzula divulgata Kirschner)
- bika sněhobílá (Luzula nivea (L.) DC.)
- bika sudetská (Luzula sudetica (Willd.) Schult.)
- bika žlutavá (Luzula luzulina (Vill.) Racib)

Některé druhy se mezi sebou občas kříží a v ČR se vyskytují tyto hybridy:
- Luzula ×heddae Kirschner (L. campestris × L. sudetica)
- Luzula ×hybrida H. Lindb. ex Kirschner (L. pallescens × L. sudetica)
- Luzula ×media Kirschner (L. divugata × L. multiflora)
- Luzula ×vinesii Murr (L. luzulina × L. pilosa).[2]